# Чемпионат Черногории по волейболу среди мужчин
Чемпионат Черногории по волейболу среди мужчин — ежегодное соревнование мужских волейбольных команд Черногории. Проводится с сезона 2006/07 после распада Государственного Союза Сербии и Черногории и образования независимого Волейбольного союза Черногории. 
Соревнования проходят в двух дивизионах — 1-й и 2-й лигах.

## Формула соревнований (1-я лига)
Чемпионат 2024/25 в 1-й лиге включал два этапа — предварительный и плей-офф. На предварительной стадии команды играли в два круга. 6 лучших вышли в плей-офф (1-я и 2-я команды — непосредственно в полуфинал) и далее по системе с выбыванием определили финалистов, которые разыграли первенство. Серии матчей плей-офф проводились до двух (в четвертьфинале и полуфинале) и до трёх (в финале) побед одного из соперников.
За победу со счётом 3:0 и 3:1 команды получают 3 очка, 3:2 — 2 очка, за поражение со счётом 2:3 — 1 очко, 0:3 и 1:3 — 0 очков.
В чемпионате 2024/25 в 1-й лиге играли 7 команд: «Будва», «Будучност» (Подгорица), «Единство» (Биело-Поле), «Морнар» (Бар), «Сутьеска» (Никшич), «Галеб» (Бар), «Ловчен» (Цетине). Чемпионский титул в 7-й раз подряд выиграла «Будва», победившая в финальной серии «Будучност» 3-0 (3:0, 3:1, 3:0). 3-е место заняло «Единство».

## Призёры
| Сезон   | 1-е место                 | 2-е место                    | 3-е место                     |
| ------- | ------------------------- | ---------------------------- | ----------------------------- |
| 2006/07 | «Будучност» Подгорица     | «Будванска Ривьера» Будва    | «Единство» Биело-Поле         |
| 2007/08 | «Будучност» Подгорица     | «Будванска Ривьера» Будва    | «Единство» Биело-Поле         |
| 2008/09 | «Будванска Ривьера» Будва | «Будучност» Подгорица        | «Студентски Центар» Подгорица |
| 2009/10 | «Будванска Ривьера» Будва | «Будучност» Подгорица        | «Студентски Центар» Подгорица |
| 2010/11 | «Будванска Ривьера» Будва | «Будучност» Подгорица        | «Студентски Центар» Подгорица |
| 2011/12 | «Будванска Ривьера» Будва | «Будучност» Подгорица        | «Студентски Центар» Подгорица |
| 2012/13 | «Будванска Ривьера» Будва | «Будучност» Подгорица        | «Единство» Биело-Поле         |
| 2013/14 | «Будванска Ривьера» Будва | «Будучност» Подгорица        | «Единство» Биело-Поле         |
| 2014/15 | «Будванска Ривьера» Будва | «Будучност» Подгорица        | «Воллей Стар» Никшич          |
| 2015/16 | «Будванска Ривьера» Будва | «Единство» Биело-Поле        | «Будучност» Подгорица         |
| 2016/17 | «Единство» Биело-Поле     | «Будванска Ривьера» Будва    | «Будучност» Подгорица         |
| 2017/18 | «Единство» Биело-Поле     | «Будучност» Подгорица        | «Бар Воллей» Бар              |
| 2018/19 | «Будва»                   | «Будучност» Подгорица        | «Единство-Франца» Биело-Поле  |
| 2019/20 | «Будва»                   | «Единство-Франца» Биело-Поле | «Будучност-Бемакс» Подгорица  |
| 2020/21 | «Будва»                   | «Будучност» Подгорица        | «Момар» Бар                   |
| 2021/22 | «Будва»                   | «Будучност» Подгорица        | «Галеб» Бар                   |
| 2022/23 | «Будва»                   | «Будучност» Подгорица        | «Морнар» Бар                  |
| 2023/24 | «Будва»                   | «Будучност» Подгорица        | «Единство» Биело-Поле         |
| 2024/25 | «Будва»                   | «Будучност» Подгорица        | «Единство» Биело-Поле         |